# فرهاد تراش (بیستون)
فرهاد تراش، فرهاد تاش، فراتاش، فَرای تاش اثری که در جهت غربی حجاری و نقش برجسته مشهور داریوش بر سینه کوه بیستون دیواره‌ای عظیم به ارتفاع تقریبی ۴۵ متر و عرض حدود ۲۰۰ متر حجاری شده که مربوط به دوره ساسانیان است که قرار بر احداث کاخی در ان زمان بوده که با مرگ پادشاه نیمه‌کاره رها می‌شود. این اثر در تاریخ ۱۹ اسفند ۱۳۸۰ با شمارهٔ ثبت ۴۸۸۷ به‌عنوان یکی از آثار ملی ایران به ثبت رسیده‌است.

## فرهاد تراش در خسرو و شیرین

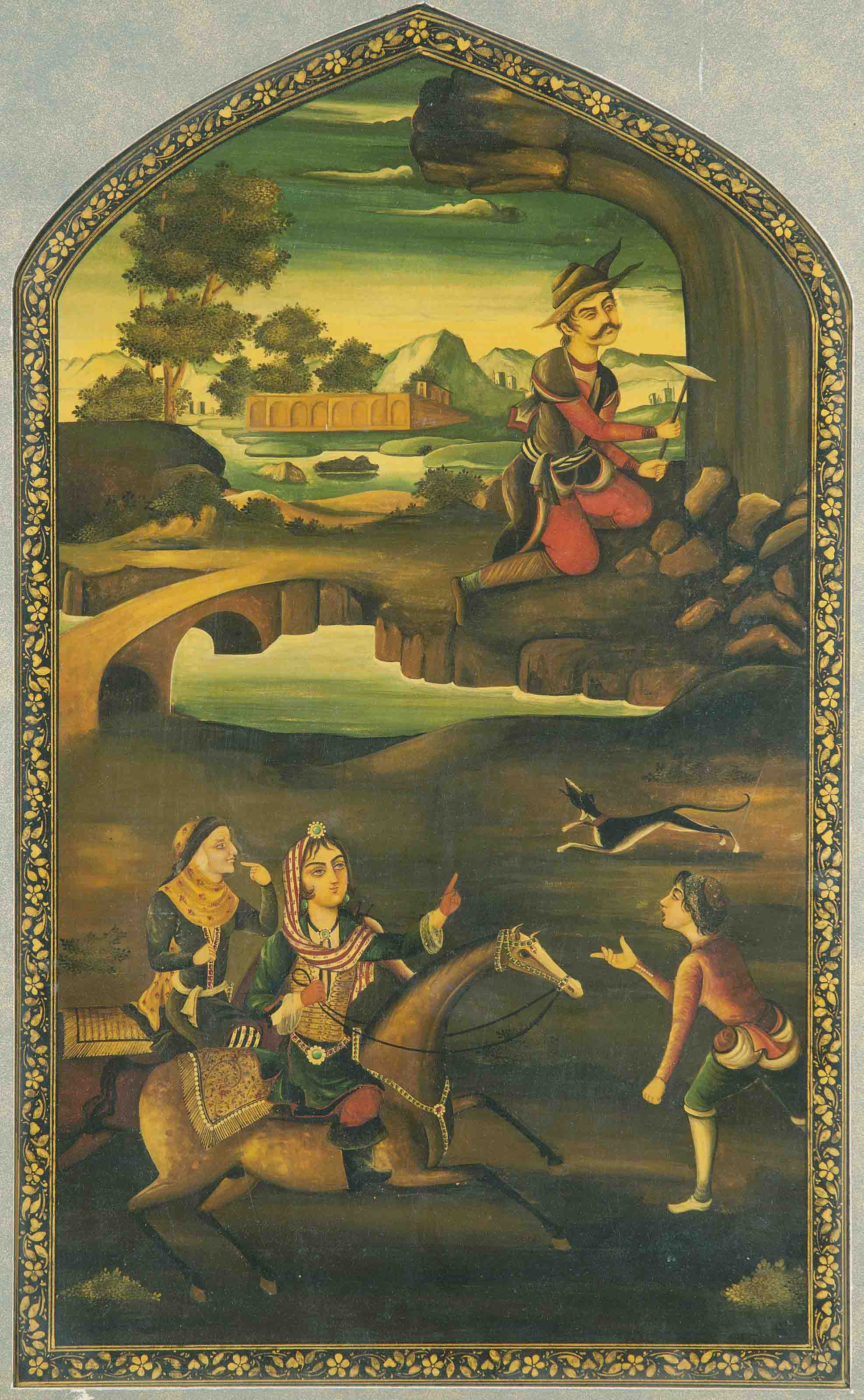
شیرین سوار بر اسب به دیدار فرهاد در کوه بیستون می رود که در حال کنده کاری کوه به تصویر کشیده شده است. (نقاشی از عصر قاجار)

در کتاب خسرو و شیرین اثر نظامی از مردی به نام فرهاد سخن به میان می‌آید که عاشق زنی به نام شیرین می‌شود، بر اساس آن افسانه خسروپرویز به فرهاد دستور می‌دهد که دور کوه بیستون را برش بزند تا به آب برسد و اگر موفق شد می‌تواند با شیرین ازدواج کند. پس از سال‌ها و حذف نیمی از کوه، آب پیدا می‌شود و در این بین خسرو به فرهاد خبر می‌دهد که شیرین فوت کرده‌است. فرهاد از جا در می‌رود و تبر را به بالا می‌اندازد و در اثر ضربه تبر در جا می‌میرد در حالی که شیرین نمرده بود.

## فرهاد تراش از دید باستان‌شناسی نوین
برخی از ایران‌شناسان همچون «هرتسفلد» فرهادتراش را از آثار داریوش اول هخامنشی می‌دانند و معتقدند که داریوش قصد داشته متن وصیتنامه‌اش را در اینجا نقر کند. اما ‌باستان‌شناس برجسته، جکسون، آن را برای ثبت پیروزی‌های بعدی داریوش مناسب‌تر دانسته است. برخی دیگر از باستان‌شناسان معتقدند که منظور از نقر این صفحه نوشتن و نمایاندن یک واقعه تاریخی مهم بوده که توسط خسرو پرویز پادشاه ساسانی ایجاد شده است.
اما اخیراً دیدگاه برخی از کارشناسان باستان‌شناسی بر اساس سنگ‌های یافته شده در پای کوه و مناطق اطراف بدین نظر انجامیده که فرهادتراش در اصل یک معدن سنگ و کارگاه حجاری جهت استخراج سنگ و تراش بلوک‌های سنگی بکار رفته در دیواره بناهای ساسانی بیستون بوده است. کاخ نیمه تمام خسروپرویز تنها در چند صد متری پایین کوه بیستون یکی از دلایل مهم این ادعا می باشد که امکان واقعی بودن این نظریه را بالاتر می‌برد.به تازگی و بر پایه گزارش‌های یونانی نظری مطرح شده است که در محوطه فرهادتراش بیستون یک نقش بزرگ همراه با یک کتیبه اکدی وجود داشته است که در آن پیکره الهه اینَنَّ، شماری نیزه‌دار و احتمالا یک پادشاه با ژست آنچه در نقش انوبنی‌نی در سر پل ذهاب دیده می‌شود، حجاری شده بودند و این نقش در روزگار اواخر ساسانی و ایجاد فرهادتراش تخریب شده است. بر پایه این نظر، الگوی نقش داریوش بزرگ در بیستون، نه نقش انوبنی‌نی در سر پل ذهاب، بلکه همین نقش در پای کوه بیستون بوده است.